# Yogini-Tempel

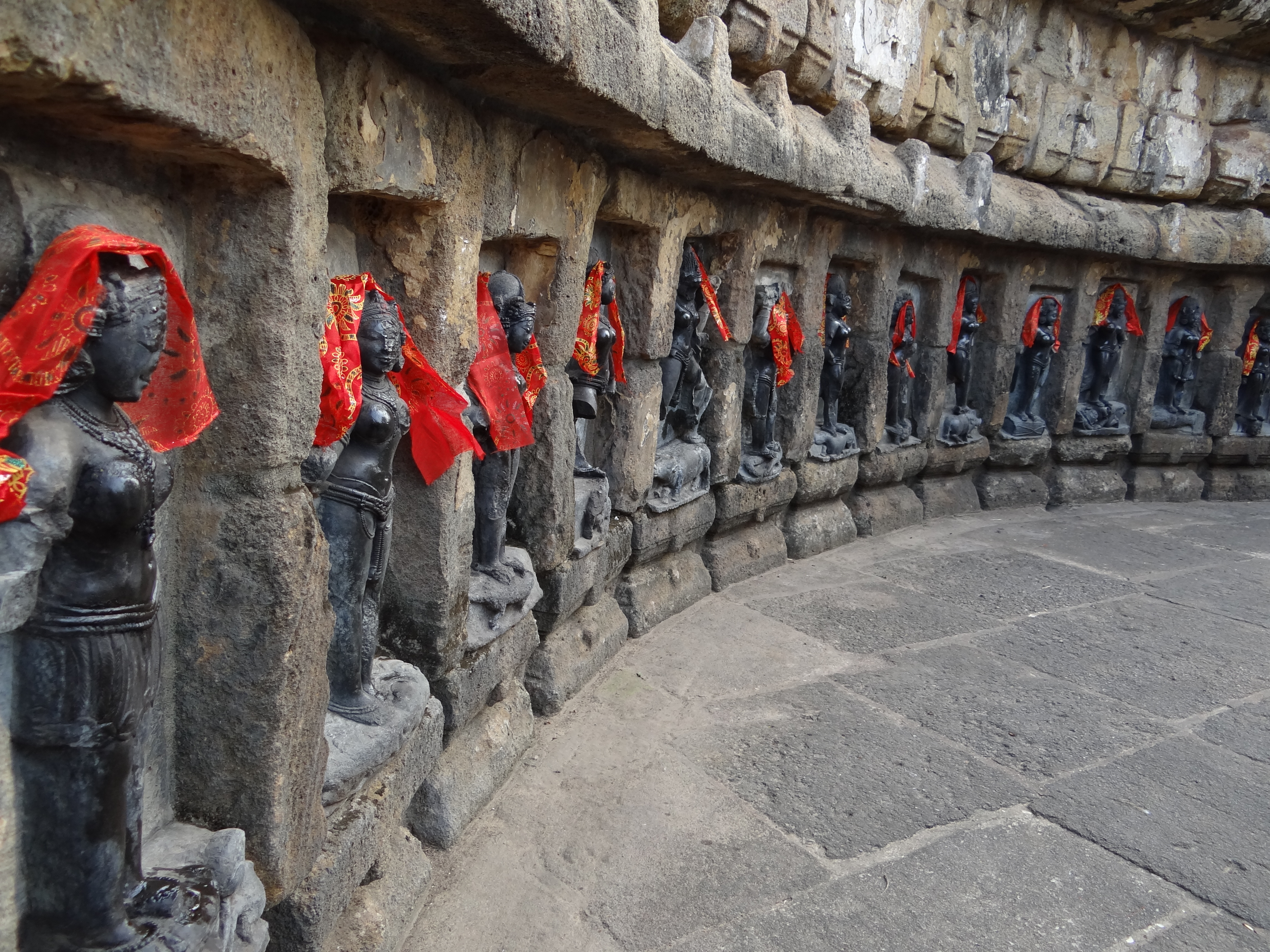
Yoginis im Chausath-Yogini-Tempel von Hirapur (Orissa)

Die nordindischen Yogini-Tempel sind rare Zeugnisse eines im indischen Mittelalter verbreiteten hinduistisch-tantristischen Initiationskultes. Da sich die Yogini-Tempel allesamt in dörflichen oder weit abgelegenen Gegenden befinden, kann man davon ausgehen, dass hinter der Yogini-Verehrung ländliche Glaubensvorstellungen und Kultpraktiken – wie sie auch im Kult der „Mütter“ (matrikas) zu finden sind – verborgen liegen.

## Yogini-Kult
Wie weit der Yogini-Kult in die Vergangenheit zurückreicht, ist größtenteils unklar. Yogini-Listen mit unterschiedlichen Namen der Yoginis sind bereits im Agni-Purana, im Skanda-Purana und im Kalika-Purana enthalten. Andere Schriften stammen aus späterer Zeit und reichen – vor allem in Nepal – lediglich bis ins 16. Jahrhundert zurück. Aus den Quellen kann entnommen werden, dass Yoginis ursprünglich weibliche Schutzgeister, aber auch Hexen oder weibliche Dämonen waren, denen in späterer Zeit der Charakter von (Halb-)Göttinnen zukam. Über ihre Verehrung und Beschwörung ist nur wenig bekannt, denn ehemals war das Betreten eines Yogini-Heiligtums nur Eingeweihten vorbehalten, die über Initiations- und Kultpraktiken absolutes Stillschweigen zu bewahren hatten. Andere Quellen sind in einer Art abstruser Geheimsprache (sandha bhasa) verfasst, die – angeblich – nur von Eingeweihten verstanden werden kann. Meist sind es 64 oder 81 Yoginis, deren Zahl wahrscheinlich durch exponentielle Vermehrung von 8 oder 9 entstanden ist – Zahlen die die beim Kult der Muttergottheiten (matrikas) eine Rolle spielen.

## Architektur
Nahezu alle erhaltenen Yogini-Tempel sind in architektonischer Hinsicht gegenüber der Außenwelt hermetisch abgeschossene Hoftempel und im Äußeren wie im Innern wenig differenziert. Sie streben nicht in die Höhe wie andere indische Tempel, sondern erstrecken sich – kreisrund oder ausnahmsweise rechteckig (Chausath-Yogini-Tempel (Khajuraho)) – in der Fläche. Die Außenfassade der Tempel ist üblicherweise weitgehend dekorlos; an den Wänden des Innenhofs befinden sich meist 64 – im Ausnahmefall Bhedaghat 81 – Nischen oder Schreine mit figürlichen Yogini-Reliefs. Die Größe der Tempel variiert von etwa 7,50 m Durchmesser (Hirapur) bis hin zu 37,50 m (Bhedaghat). Meist steht in der Mitte des Innenhofs ein weiterer Schrein, der einer der indischen Hochgottheiten geweiht ist; diese Tempel sind jedoch zumeist nachträgliche Hinzufügungen.

## Skulptur
In den Tempeln von Mitaoli (auch Mitawali oder Mitauli) und Bhedaghat (Madhya Pradesh) sowie von Ranipur-Jharial und Hirapur (Odisha) haben sich Yogini-Kultbilder erhalten. In Lokhari und Shahdol (Uttar Pradesh) sind ebenfalls Yogini-Figuren erhalten – die dazugehörigen Tempel sind jedoch zerstört. Yogini-Figuren aus den anderen Tempeln finden sich in Museen. Es sind weibliche Gottheiten mit zumeist wohlgeformten Körpern mit vier Armen, teilweise aber auch mit Tierköpfen. Auch eine skelettartig ausgemergelte Figur, die in ihrer Darstellungsweise der Göttin Chamunda vergleichbar ist, findet sich manchmal unter ihnen.

## Liste der Yogini-Tempel
Wie viele Hindu- und Jain-Tempel, so wurden auch die Yogini-Tempel im Zuge der islamischen Invasion Nordindiens zerstört. Nur zwei Yogini-Tempel in abgelegenen Regionen Zentralindiens und die beiden Tempel in Odisha sind weitgehend unversehrt geblieben – sie sind mit einem * gekennzeichnet. Auch die baulichen Überreste des in Teilen zerstörten Yogini-Tempels von Khajuraho lohnen einen Besuch.
- Hinglajgadh (M.P.)
- Naresar (bei Gwalior, M.P.)
- *Mitaoli (bei Gwalior, M.P.)
- Dudhai (bei Lalitpur, M.P.)
- Badoh (bei Pathari, M.P.)
- Khajuraho (M.P.)
- Lokhari (M.P.)
- Rikhiyan (U.P.)
- Shahdol (U.P.)
- *Bheraghat (bei Jabalpur, M.P.)
- *Ranipur-Jharial (Odisha)

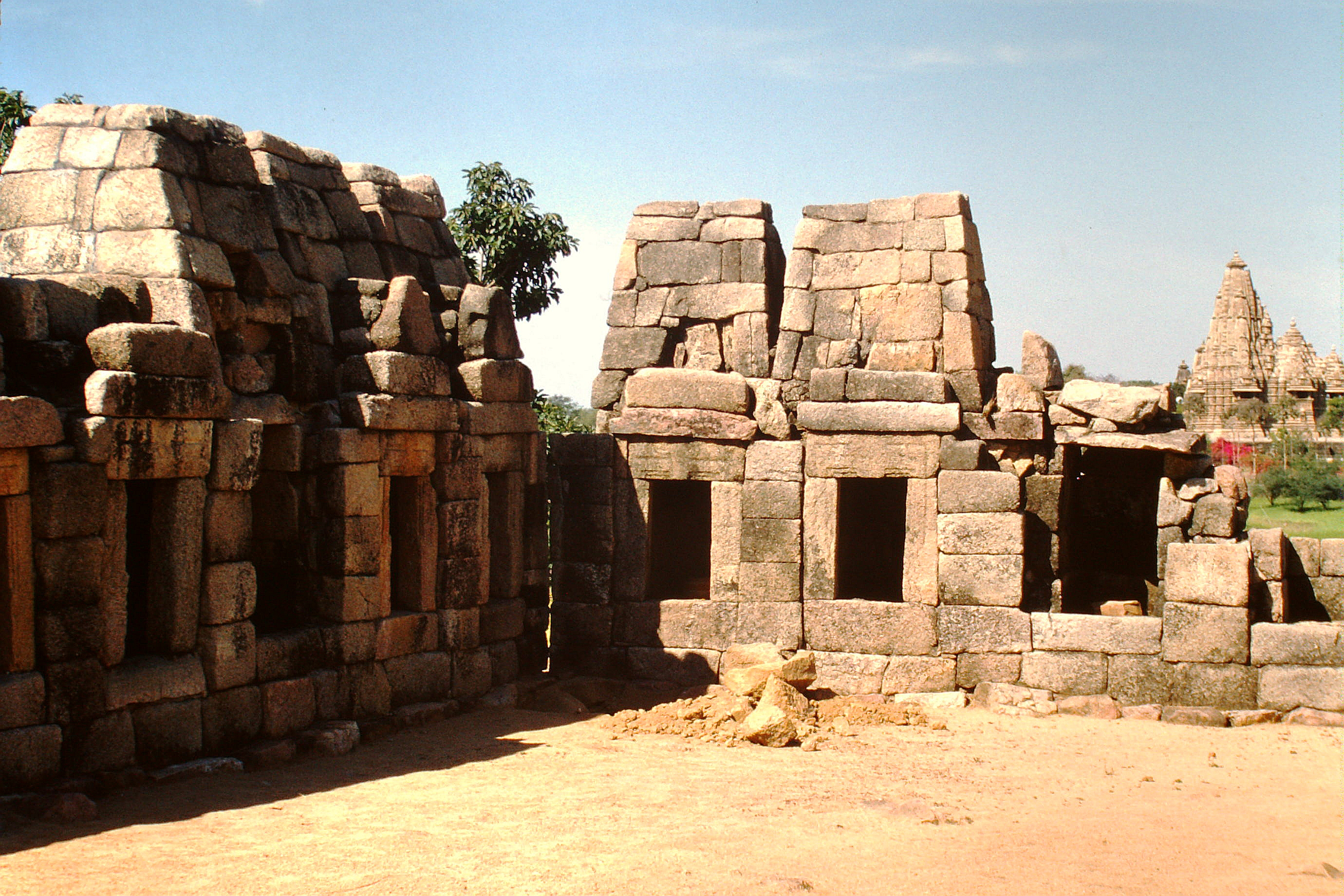
Rechteckiger Chausath-Yogini-Tempel (Khajuraho)

- *Hirapur (bei Bhubaneswar, Odisha)